# Thomasomys eleusis
Thomasomys eleusis é uma espécie de roedor da família Cricetidae.
Apenas pode ser encontrada no Peru.